# Brevibrachium hanneloreae
Brevibrachium hanneloreae är en ringmaskart som beskrevs av Lana 1991. Brevibrachium hanneloreae ingår i släktet Brevibrachium och familjen Onuphidae. Inga underarter finns listade i Catalogue of Life.